# Fuckin’ Up
Fuckin' Up est un album live de Neil Young avec le groupe Crazy Horse sorti sous le nom de Neil & The Horse en 2024.

## Musiciens
Neil Young with Crazy Horse